# Patrick Mallet (auteur suisse)
Pour les articles homonymes, voir Patrick Mallet et Mallet.
 (octobre 2018).
Si vous disposez d'ouvrages ou d'articles de référence ou si vous connaissez des sites web de qualité traitant du thème abordé ici, merci de compléter l'article en donnant les références utiles à sa vérifiabilité et en les liant à la section « Notes et références ».
Patrick Mallet est un auteur suisse de bande dessinée né en 1970, notamment créateur de la série Achab.

## Biographie
D'origine suisse, Patrick Mallet vit à Paris depuis 1991. Après un diplôme de l'École Supérieure des Arts Graphiques, il travaille comme graphiste, puis illustrateur pour la jeunesse. Ses premières bandes dessinées sont publiées dans la revue Bile Noire des éditions Atrabile. Il est l'auteur de notamment de la série Achab où il imagine la vie du capitaine Achab avant Moby Dick, en se basant sur les rares indications données par Herman Melville.

## Publications
- J'ai pas sommeil, BD pour la jeunesse éditée en 2002 par La Joie de Lire
- Les Plombs de Venise, 3 tomes édités en 2004 et 2005 par Treize étrange.
  1. L'enfer pour compagnon, Milan / Treize étrange, 2004
  2. La chambre aux mille visages, Treize étrange,2005
  3. Contempler les étoiles, Treize étrange,2005
- Achab éditée d'abord par Treize étrange puis reprise ensuite par Glénat. Dessins de Laurence Croix pour les tomes 1 et 2.
  1. Nantucket, Treize étrange, 2007
  2. Premières campagnes, Glénat, 2009
  3. Les trois doublons, Glénat, 2010
  4. La jambe d'ivoire, Glénat, 2011
- Vathek, Glénat coll Carrément BD, 2006, adaptation du roman gothique orientaliste homonyme de William Beckford, publié en 1782[3]
- Smarra, Glénat coll Carrément BD, 2009
- Le Long Hiver
  1. 1914, Casterman, 2012
  2. 1918, Casterman, 2012
- Poya express, collectif, éditions BD-fil, 2008

## Récompense
- 2008 : Prix Rodolphe-Töpffer pour Achab, t. 2 : Premières Campagnes[4]